# Língua verduriana
A língua verduriana (em inglês, Verdurian, em verduriano soa Sfahe) é uma língua construída, inventada pelo estadunidense Mark Rosenfelder. O verduriano é uma parte do mundo construído de Almea e é falado pelos habitantes do país de  Verdúria, o centro econômico e cultural de Almea.
A gramática e o vocabulário do idioma são constituídos de empréstimos de vários idiomas europeus, incluindo francês, russo, latim e alemão.